# الابن (فلم 2022)
الابن (بالإنجليزية: The Son) هو فيلم دراما أمريكي من إخراج فلوريان زيلر وبطولة هيو جاكمان، لورا ديرن، فانيسا كيربي، هيو كوارشي وأنتوني هوبكنز، صدر الفيلم في الولايات المتحدة في 11 نوفمبر 2022.

## روابط خارجية
- مقالات تستعمل روابط فنية بلا صلة مع ويكي بيانات